# Seznam čeških tenisačev
Seznam čeških tenisačev.

## A
- Denisa Allertová

## B
- Michaela Bayerlová
- Iveta Benešová
- Tomaš Berdych
- Eva Birnerová
- Olga Blahotová
- Kateřina Böhmová
- Marie Bouzková

## C
- Petra Cetkovská
- Tomáš Cibulec

## Č
- František Čermák

## D
- Martin Damm
- Lukáš Dlouhý
- Jaroslav Drobný

## F
- Nikola Fraňková
- Leoš Friedl
- Linda Fruhvirtová
- Ota Fukárek

## G
- Iveta Gerlová
- Adriana Gerši

## H
- Jan Hájek
- Jan Hernych
- Jakob Hlasek
- Andrea Sestini Hlaváčková
- Andrea Holíková
- Eva Hrdinová

## J
- Roman Jebavý

## K
- Sandra Kleinová
- Jan Kodeš
- Zdeněk Kolář
- Michal Konečný
- Petr Korda
- Jiří Košler
- Klára Koukalová
- Karel Koželuh
- Barbora Krejčíková
- Petra Krejsová
- Lucie Kriegsmannová
- Magdalena Kučerová?
- Renata Kučerová
- Petra Kvitová

## L
- Jiří Lehečka
- Ivan Lendl
- Dušan Lojda
- Jana Lubasová
- Petr Luxa

## M
- Tomáš Macháč
- Jana Macurová
- Hana Mandlíková
- Regina Maršíková
- Eva Martincová
- Tereza Martincová
- Iveta Melzer
- Pernilla Mendesová
- Jan Mertl
- Ivo Minář
- Karolína Muchová

## N
- Michal Navratil
- Gabriela Navrátilová
- Martina Navratilova
- Milena Nekvapilová
- Sylva Nesvadbová
- Linda Nosková
- Karel Nováček
- Jiří Novák
- Jana Novotná

## O
- Zuzana Ondrášková

## P
- Petr Pála
- Michaela Paštiková
- Adam Pavlásek
- Květa Peschke
- Libor Pimek
- Karolína Plíšková
- Kristýna Plíšková
- Libuše Průšová
- Zuzana Průšová

## R
- Ludmila Richterová
- David Rikl
- Lukáš Rosol

## S
- Kateřina Siniaková
- Anna Sisková
- Pavel Složil
- Tereza Smitková
- Barbora Strýcová
- Cyril Suk
- Helena Suková

## Š
- Lucie Šafářová
- Jan Šátral
- Kateřina Šišková
- Tomáš Šmíd
- Pavel Šnobel
- Martina Špačková
- Hana Šromová
- Barbora Štefková
- Radek Štěpánek

## U
- Bohdan Ulihrach

## V
- Nicole Vaidišová
- Kateřina Vaňková
- Alena Vašková
- Jiří Veselý
- Helena Vildová
- Pavel Vízner
- Markéta Vondroušová
- Renata Voráčová

## Z
- Barbora Záhlavová-Strýcová
- Sandra Záhlavová
- Magdalena Zděnovcová

## Ž
- Ladislav Žemla